# 百合花飾

百合花飾

百合花飾（法語：fleur-de-lis、fleur-de-lys，復數）是一種自鳶尾所設計出的符號。百合花飾既可作為純粹的裝飾品使用，但在作為紋章使用時，也含有「政治的、王權的、藝術的、象徵性的」等意義，同时百合花也是法国的国花。百合花飾在與法國王室有關的旗幟及紋章上尤其多見，被視為法國象徵之一。魁北克省的旗幟上就有百合花飾的圖案。此外世界各地童軍的標誌就是以一個大百合花飾作為童軍隊的會徽。
其Unicode編碼是U+269C（⚜）。

## 起源

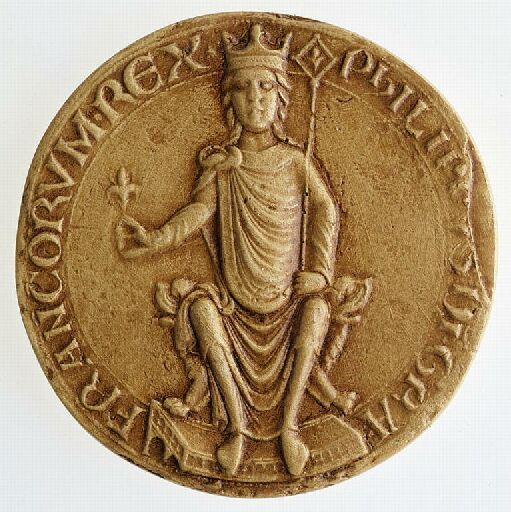
1180年腓力二世的御玺，可见其右手持有百合花飾。

Fleur-de-lis在法语意为“鸢尾花”，也被广泛认为是鸢尾花的一种形式化，鸢尾花饰早在文明初期就开始出现于工艺品之上。
具有象征性、装饰性的鸢尾花通常被称为Fleur-de-lis，在所有时代和文明中都有着共同之处，在美索不达米亚圆筒印章、埃及浅浮雕、希腊迈锡尼陶器、萨珊纺织物、加利亚硬币、马穆鲁克王朝硬币、印度尼西亚服装、多贡族图腾上面可以看到类似百合花飾的影子。
百合花飾一直以来是法国王室的象征，但不同文化对其意义的解释不一。最早的百合花飾原型出现在高卢的硬币上，1180年卡佩王朝国王腓力二世的御玺也有百合花饰图案。

## 使用

### 法国王室
百合花饰与法国王室的渊源，起源于公元496年法兰克王国克洛维一世加冕之时，及后皈依基督教，受洗典礼上使用鸢尾花油。相传天使翩然降临，蘸一点小瓶中的鸢尾花油为他膏抹，自此之后，鸢尾花油变成圣洁的标志。后来受膏的法国国王，如公元8世纪时的查理大帝，均深信他们和克洛维国王一样，拥有上帝赋予的神圣权力。位于罗马的圣乔瓦尼教堂内，一幅完成于公元9世纪的嵌花图案，描绘了圣彼得将军旗递给胜利归来的查理大帝，军旗上旗杆尖顶类似百合花飾，故此百合花饰图案变成了法国王室的象征。此后，百合花饰一跃成为法国纹章中的重要图形，具有宗教、政治、王室、徽章、象征等多重意义的图案。
1364年至1790年间存在的法兰西王国国旗采用了百合花饰图案点缀，其中1643-1790年间使用了缀有86朵百合花饰的白底旗帜，1814年波旁复辟也是如此，最初一开始使用纯白旗，后于1815年恢复使用缀有86朵百合花饰白旗，直至1830年七月革命。
法国在王室时期的历代国徽均有百合花饰图案，直至从1831年路易-菲利普一世上台以后不再采用。

### 前法国殖民地
随着17世纪法国在海外开拓殖民地，百合花饰也作为其背景的舶来品。即便如此，百合花饰仍然存在于前法国殖民地区的旗帜与纹章，例如加拿大魁北克省省旗、蒙特利尔市旗，美国圣路易斯、底特律、新奥尔良和巴吞鲁日亦以百合花饰为市旗、市徽装饰。

### 其它
- 世界各地童军的标志，亦以大百合花饰作为童军会徽。
- 部分公司、学校的围墙围栏、大门会以百合花饰作为顶部装饰。

## 采用百合花饰的旗帜与徽章

### 徽章

塞爾維亞國徽
加拿大國徽
西班牙國徽
聖基茨和尼維斯國徽
聖盧西亞國徽
瓜德罗普大区区徽
魁北克省省徽
巴黎市徽
巴黎第四區徽章
巴黎第五區徽章
巴黎第六區徽章
巴黎第七區徽章
巴黎第九區徽章
巴黎第十區徽章
巴黎十二區徽章
巴黎十三區徽章
巴黎十四區徽章
巴黎十六區徽章
巴黎十七區徽章
巴黎十八區徽章
阿耶韦市徽
贝尔诺拉科沃（英语：Bernolákovo）市徽
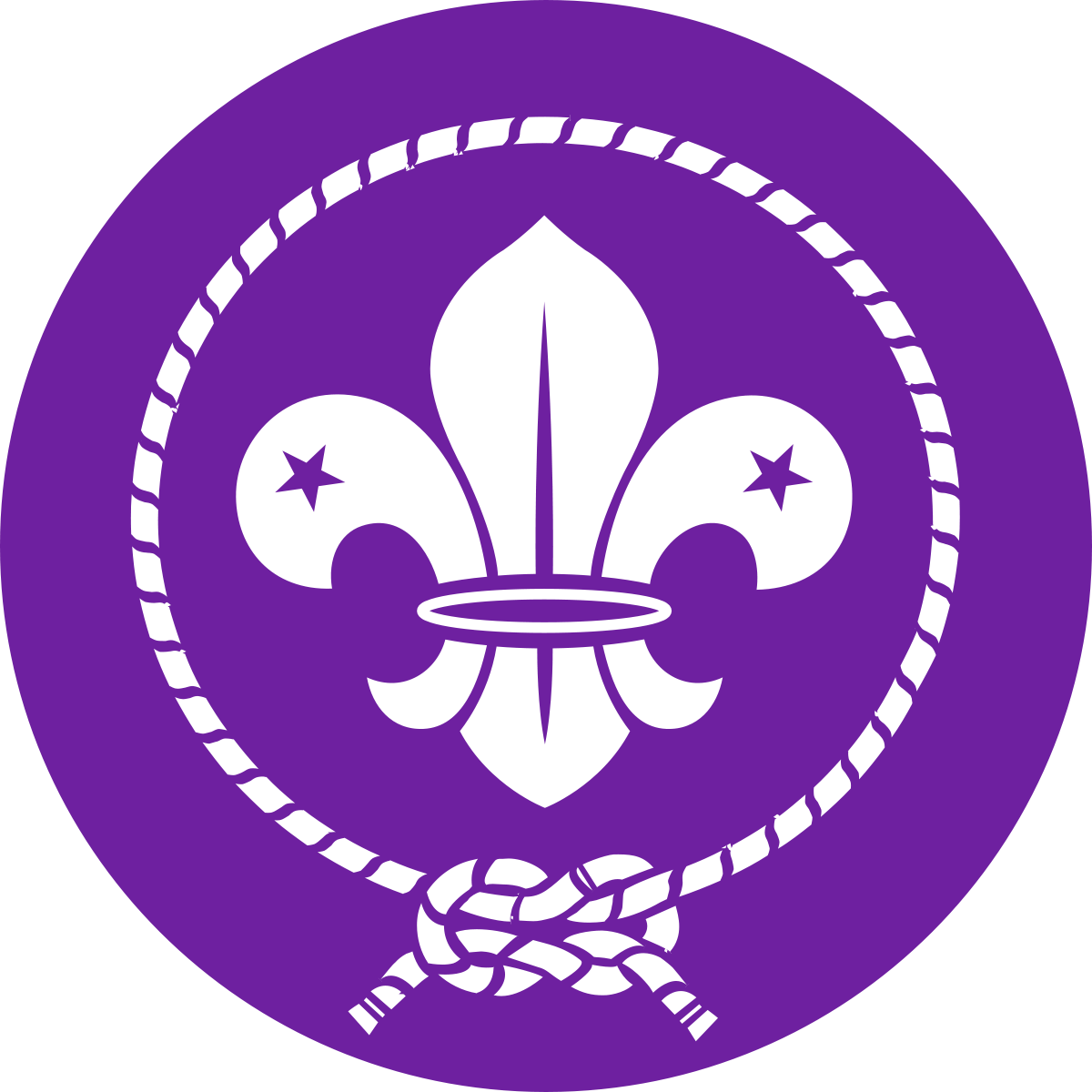
世界童軍徽

### 旗帜

魁北克省省旗
蒙特利尔市旗
底特律市旗
圣路易斯市旗
新奥尔良市旗
巴吞鲁日市旗
地拉那市旗
阿耶韦市旗
威斯巴登市旗
波斯尼亞和黑塞哥維那国旗（1992－1998）
加拿大法裔安大略人旗
加拿大法裔艾伯塔人旗
加拿大法裔沙斯卡寸旺人旗
加拿大法裔卑詩人旗
加拿大法裔西北人旗